# Viktor Korošec
Viktor Korošec, slovenski pravnik, * 17. december 1899, Ljubljana, † 16. november 1985, Ljubljana.
Bil je profesor rimskega prava na Pravni fakulteti v Ljubljani.

## Življenjepis
Korošec je ljudsko šolo obiskoval v Kranju, kjer je prav tako 1918 z odliko maturiral. Od leta 1918 do 1920 je tri semestre študiral teologijo v Ljubljani, nato pa pravo v Ljubljani in Münchenu.
Korošec je vse državne izpite naredil z odliko in leta 1924 diplomiral na Pravni fakulteti v Ljubljani in prav tam 1926 tudi doktoriral
Zatem je bil praktikant pri deželnem sodišču v Ljubljani in istočasno tajnik ljubljanske pravne fakultete. Profesorji so mu dali pobudo, naj se specializira za rimsko pravo. S štipendijo ministrstva je bil 1924 do 1926 tri semestre na univerzi v Leipzigu, kjer je pod vodstvom P. Koschakerja pripravil habilitacijsko delo: Die Erbenhaftung nach römischem Recht (Leipziger rechtswissenschaftliche Studien H. 29, Leipzig, 1927). Leta 1927 je bil imenovan za docenta na ljubljanski pravni fakulteti in 3. novembra je nastopil s predavanjem: Naloge moderne rimskopravne vede s posebnim ozirom na razvoj rimskega prava. Po prizadevanju profesorja Koschakerja je dobil Rockefellerjevo štipendijo, šel za eno leto v Leipzig ter tam študiral sumerščino, akkadščino in hetitščino in se uvajal v proučavanje staroorientalskih klinopisnih pravnih spomenikov. Plod tega študija je knjiga: Hethitische Staatsverträge. Ein Beitrag zu ihrer juristischen Wertung (Leipziger rechtswissenschaftliche Studien H. 60, Leipzig, 1931), razprava: Raubund Kaufehe im hethitischen Recht (v zborniku Onoranze Ricoobono, Palermo) in predavanje na 18. mednarodnem kongresu orientalistov v Leidenu 1931: Beiträge zum hethitischen Privatrecht (Zeitschr. d. Savigny-Stift., rom. Abt., 1932). Leta 1930 je bil imenovan za izrednega profesorja na ljubljanski pravni fakulteti. Pred tem je še objavil: Nekatere točke našega programa (Almanah katoliškega dijaštva, 1922); Mirovna politika Benedikta XV. (SMI, 1922); Zunanja politika (Naš dom, 1923); Zveza narodov, mirovno gibanje in papeštvo (5. katoliški shod v Ljubljani 1923; Ljubljana, 1924); Politični del nemške ustave (SMI, 1923); Mednarodna zaščita manjšin v Jugoslaviji (Čas, 1923/1924). Leta 1935 redni profesor na PF v Ljubljani kjer je vse od 1927 do 1973 predaval rinsko pravo, na filozofski fakulteti v Ljubljani pa od 1951 do 1968 akadski in od 1957 hetitski jezik ter zgodovino starega Vzhoda (1953 do 1982). Leta 1956 je postal redni član SAZU in od 1958 predstojnik Inštituta za prava starega Orienta. Za znanstvene dosežke je 1985 prejel Kidričevo nagrado.

## Delo
Korošec je objavljal tako doma kot v tujini. Objavljena dela je pisal v več svetovnih jezikih, največ v nemščini in francoščini. S področja rimskega prava je poleg habilitacijskega spisa o dedičevem jamstvu za zapustnikove dolgove v starem rimskem pravu (Die Erbenhaftung nach römischem Recht) objavil še obsežen učbenik rimskega prava ter razprave, ki so obravnavale nove odlomke Gajevih Institucij, nastanek Avgustovega principata in usodo rimskega prava v Angliji. Na področju pravne orientalistike je prodrl v svetovni vrh s knjigo o hetitskih državnih pogodbah (Hethitische Staatsverträge. Ein Beitrag zu ihrer juristischen Wertrung). Korošec se je uveljavil tudi na drugih področjih hetitskega prava; že 1930 je odkril sistematiko prve hetitske pravne zbirke in v slovenščino je prevedel Hamurabijev zakonik, zakonik mesta Ešnunne in Lipit-Ištarjev zakonik. Vrhunec in sinteza Koroščevega dela na področju pravne orientalistike je delo Keilschriftrecht; v katerem sistematično obravnava sumersko, akadsko, babilonsko, asirsko in hetitsko pravo.